# Рана, Джуддха Шамшер
Джуддха Шамшер Джанг Бахадур Рана (непальск. जुद्ध शमशेर जंगबहादुर राणा; 19 апреля 1875 — 20 ноября 1952) — непальский государственный деятель, премьер-министр Непала (1 сентября 1932 — 29 ноября 1945). Из династии Рана.
Один из семнадцати братьев Шамшер, пришедших к власти в Непале в 1885 году.

## Биография
В 1932 году получил титул махараджи и стал премьер-министром Непала. Сложил свои полномочия в 1945 году, после окончания Второй мировой войны, в ходе которой Королевство Непал осуществляло обеспечение Антигитлеровской коалиции трудовыми ресурсами. Остаток жизни провёл в затворничестве в Индийских Гималаях. На центральной торговой улице Катманду Нью-Роуд, в честь вклада в восстановление города в 1934 году, ему установлен памятник.
К концу Второй мировой войны политическая оппозиция режиму династии Рана усилилась. В этот период в семье Рана сформировались две группы. Сторонники жесткой линии, такие как Джуддха Шамшер, были непреклонны в утверждении, что любая конституционная форма правления невозможна и нежелательна для Непала. Либералы, такие как Падма Шамшер Рана (сменивший Джуддха Шамшера), считали, что демократические изменения были необходимы.
Власти усилили контроль за прессой. В первые послевоенные годы в Непале выходила лишь одна газета «Гуркха патра», печатавшая указы и статьи, восхвалявшие режим Рана.